# Guglielmo I di Normandia
Guglielmo Lungaspada (in francese Guillaume Longue-Épée, nelle saghe scandinave Viljâlmr Langaspjôt; Rouen, 905 circa – Picquigny, 17 dicembre 942), fu jarl (conte) dei Normanni e conte di Rouen, dal 927 fino alla sua morte e fu anche duca di Bretagna, dal 933 al 937. Fu il secondo signore della Normandia con il nome di Guglielmo I.

## Origine
Sia secondo l'Harald Harfager's Saga dello storico islandese, Snorri Sturluson, che secondo il monaco e cronista inglese, Orderico Vitale, Guglielmo era figlio di Rollone, jarl (conte) dei Normanni e conte di Rouen, nonché capostipite della Casa di Normandia.
La madre era Poppa di Bayeux (sposata da Rollone come seconda moglie in more danico) che, sia secondo il monaco normanno Guglielmo di Jumièges, che secondo Orderico Vitale, era la figlia del conte franco di Rennes e di Bayeux e marchese di Neustria, Berengario II, e della moglie che, secondo lo storico francese, Arthur de La Borderie, nel secondo volume del suo Histoire de Bretagne, era la figlia del conte di Rennes, Gurvant re di Bretagna, unitamente a Pascweten o Pasquitano, conte di Vannes. Che la madre fosse una Cristiana viene confermato anche dal 2° verso del The Planctus for William Longsword.
Rollone, secondo l'Harald Harfager's Saga di Snorri Sturluson, era il Rolf Ganger, che si era creato un vasto dominio territoriale, poi denominato Normandia, era uno dei figli legittimi dello Jarl (equiparabile al nostro conte) di Møre e, per un breve periodo, anche conte delle Orcadi, Ragnvald Eysteinsson e di Ragnhilde, figlia di Rolf Nefia.

## Biografia
Goglielmo, secondo il cronista normanno decano della collegiata di San Quintino, Dudone di San Quintino, era nato a Rouen, da Rollone e Poppa.
Nel 911 suo padre assediò Chartres e il re carolingio Carlo il Semplice con il trattato di Saint-Clair-sur-Epte gli cedette parte della Neustria cioè le contee di Rouen, Lisieux e Évreux e la porzione di territorio tra i fiumi Epte, un affluente di destra della Senna, Bresle ed il mare. Rollone, in cambio, acconsenti a convertirsi al Cristianesimo e si impegnò ad impedire i saccheggi di altre bande vichinghe; inoltre fece atto di sottomissione, divenendo conte di Rouen e primo conte di Normandia. Guglielmo di Jumièges ci conferma questi avvenimenti, inclusa la "strana" cerimonia dell'investitura di suo padre, Rollone.
Nel 919, secondo i Flodoardi Annales, i Normanni, approfittando che il potere in Bretagna non era più unitario, devastarono l'intera Bretagna inclusa la Cornovaglia, regione situato sulla riva del mare. Dopo aver tutto devastato cacciarono tutti i Bretoni.
Guglielmo fu associato al potere dal padre nel 927. Infatti Dudone di San Quintino, ci informa che suo padre, Rollone, sentendosi vecchio, nominò suo erede Guglielmo e, radunati i capi Normanni, passò il potere che aveva sulla Normandia e sulla Bretagna a Guglielmo.
Inoltre, in quell'anno (927), secondo i Flodoardi Annales, fu Guglielmo, che nel castello d'Eu, rese omaggio a Carlo il Semplice e strinse alleanza con il conte di Vermandois e di Meaux, Erberto II.
Nel 931 gli esuli Bretoni iniziarono i loro tentativi di rioccupare il loro regno, sotto la guida di Alano il Barbatorta; ma ad un iniziale successo, seguì una grave sconfitta. Anche Dudone di San Quintino narra questi avvenimenti e ricorda che dopo l'iniziale successo, i Bretoni, guidati da Alano e dal conte di Rennes, Judicael Berengario avevano portato gravi distruzioni nella regione di Bayeux (Bessin); dopo la vittoria e la riconquista del territorio, Guglielmo perdonò Judicael Berengario, ma non Alano, che dovette tornare in esilio, presso il re d'Inghilterra, Atelstano.
Dopo la morte del padre, di cui non si conosce l'anno esatto (comunque i Flodoardi Annales, nel 933, citano Guglielmo <Willelmus, princeps Nortmannorum> come il duca dei Normanni) nel 933, Guglielmo, come duca di Normandia, prestò omaggio al re dei Franchi Rodolfo (Raoul) e fu riconosciuta la sua autorità su tutta la Bretagna, incluse la penisola del Cotentin e la regione di Avranches (che erano state cedute alla Bretagna nell'868), che furono annesse alla Normandia. Su alcune monete Guglielmo assunse il titolo di "duca dei Bretoni".
Nel 934 dovette fronteggiare una rivolta nella Normandia occidentale (rivolta di Riouf), che si opponeva alla francesizzazione dei Normanni, e secondo Guglielmo di Jumièges, Guglielmo lo dovette assediare a Rouen. Dopo aver domato la rivolta Guglielmo ricevette la notizia della nascita del figlio, Riccardo, nei pressi di Falaise.
All'inizio del 936 sostenne la proposta di Erberto II di Vermadois e fu determinante nell'elezione a re dei Franchi del carolingio Luigi IV d'Oltremare contro un'eventuale elezione di Ugo il Grande, duca dei Franchi.
Nello stesso anno Alano Barbatorta, secondo ANGLO-SAXON-ENGLAND dello storico britannico, Frank Stenton, nel 936, anche con l'aiuto di Atelstano, divenne conte di Vannes e di Nantes, dopo aver sconfitto i Normanni, guidati da Incon, sulle sponde del fiume Trieux, vicino a Plourivo.
Secondo il cronista franco del periodo carolingio, Flodoardo, nel corso del 937, i Bretoni di Alano, si scontrarono diverse volte coi Normanni, che avevano devastato la loro terra, riuscendo a cacciarli e a riconquistare la Bretagna.

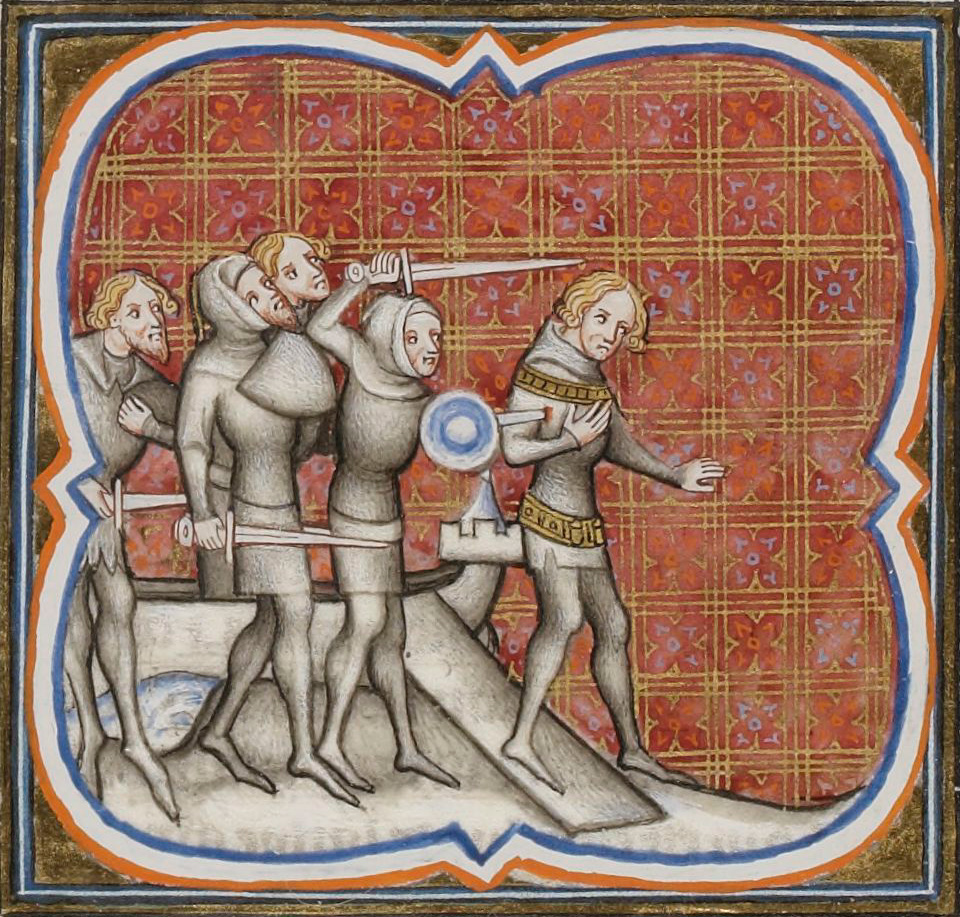
Assassinio di Guglielmo Lungaspada

Nel 940, Guglielmo appoggiò la rivolta della nobiltà franca contro il re dei Franchi, Luigi IV, e fu con Ugo il Grande, duca dei Franchi e Erberto II di Vermandois, ora alleati, prima all'assedio di Reims e poi a quello di Laon contro il re Luigi IV.
Appoggiò quindi Erluino, conte di Montreuil, nella sua contesa con Erberto II conte di Vermandois, cognato di Guglielmo, e Arnolfo I Conte di Fiandra e Conte di Artois, aiutandolo a difendere Montreuil-sur-Mer dai rivali e, per questo, Guglielmo Lungaspada ricevette da Erluino il giuramento di fedeltà, estendendo così i suoi domini; secondo Guglielmo di Jumièges, Arnolfo, rispondendo ai raid di Guglielmo, nel 939, aveva conquistato, con l'aiuto di Erberto II, la contea di Montreuil, ed aveva catturato la famiglia del conte, Herluin de Montreuil, che, alleatosi con Guglielmo, la riconquistò non molto tempo dopo.
La lotta con la Contea di Fiandra portò all'assassinio di Guglielmo Lungaspada, pare su istigazione di Arnolfo. Infatti sempre secondo Guglielmo di Jumièges, nel dicembre del 942, Arnolfo e Guglielmo, per appianare la disputa per la contea di Montreil, concordarono un incontro su un'isola della Somme presso Picquigny, dove si recarono coi rispettivi eserciti e, dopo l'incontro, fu ucciso a tradimento da quattro personaggi che erano tra gli accompagnatori di Arnolfo; anche Dudone di San Quintino riporta la stessa versione dell'avvenimento. Rodolfo il Glabro invece racconta che il duca Guglielmo I fu ucciso a tradimento dal conte di Blois, di Tours, di Chartres e di Châteaudun, Tebaldo l'Ingannatore, mentre Orderico Vitale riporta che Guglielmo fu ucciso con un inganno organizzato da Arnolfo I di Fiandra; infine, anche gli Annalibus Rotomagensibus riportano l'uccisione di Guglielmo e anche la data: il 17 dicembre (16 kal. januar.).
Ancora Guglielmo di Jumièges narra che i Normanni ed i Bretoni, tra cui Alano Barbariccia e Judicael Berengario, intervennero e recuperarono il cadavere che fu trasportato a Rouen, dove fu tumulato nella chiesa di Santa Maria sempre Vergine, dove era stato sepolto suo padre, Rollone. 

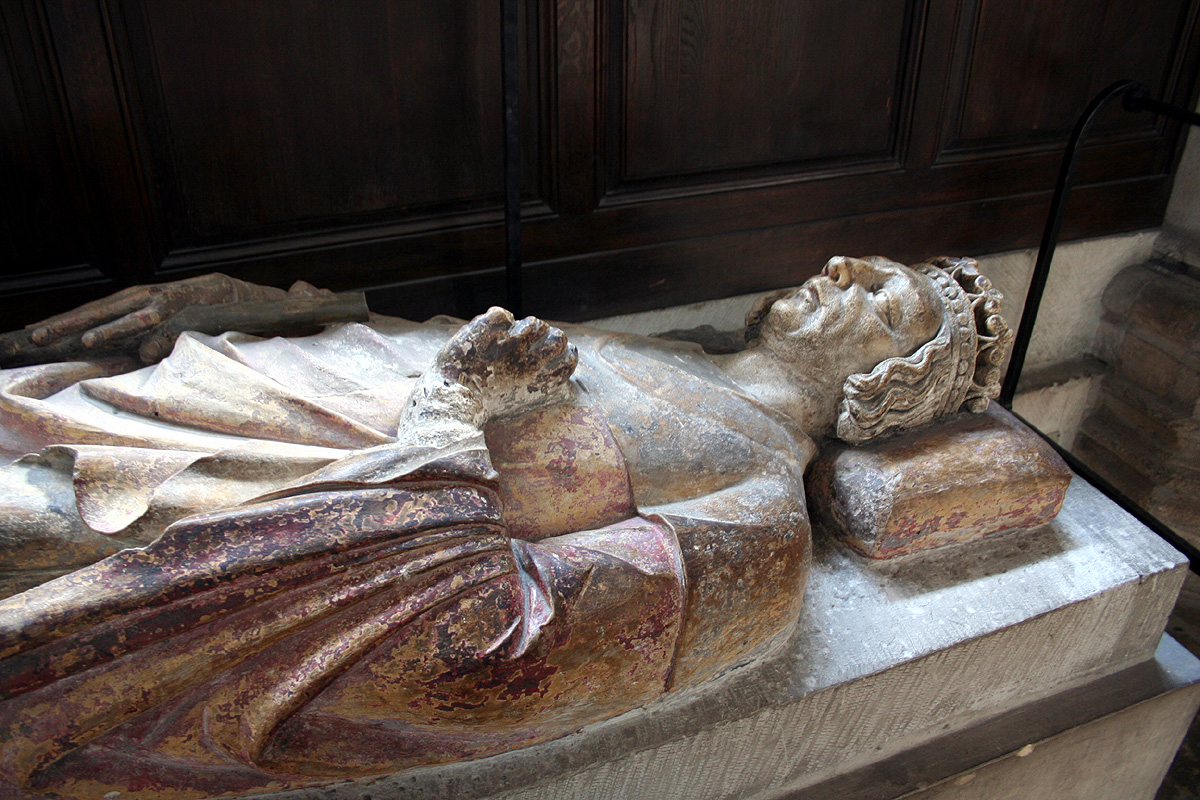
La statua funeraria di Guglielmo Lungaspada, nella Cattedrale di Notre-Dame di Rouen.

Ancora secondo Orderico Vitale, nel nono anno di episcopato (1064), a Rouen, di Maurilio, le salme di Guglielmo e del padre, Rollone, furono portate nella cattedrale di Rouen.
A Guglielmo succedette il figlio, Riccardo, che era ancora in giovane età e che era stato riconosciuto erede (a cui prestarono giuramento) da tutti i capi normanni e bretoni, tra cui Alano Barbariccia, duca di Bretagna per cui dei reggenti governarono la contea di Normandia, mentre il re di Francia, Luigi IV, dopo avergli confermato il possesso della Normandia, fece prelevare Riccardo che fu condotto a Laon per essere educato.
Guglielmo aveva ripopolato con monaci provenienti da Saint-Cyprien di Poitiers l'abbazia di Jumièges, fondata nel VII secolo e saccheggiata nell'841, abbandonata dalla metà del IX secolo. Aveva inoltre restaurato l'abbazia di Fécamp, incendiata nell'842. Per la sua morte fu composto un planctus (poema di compianto), di cui sopravvivono due manoscritti degli inizi dell'XI secolo.

## Matrimoni e discendenza
Nel 931 aveva sposato la bretone (come ci viene confermato dai Flodoardi Annales) Sprota, di alto lignaggio, come ci informa Dudone di San Quintino, dopo aver domato la rivolta dei Bretoni; il matrimonio, secondo Guglielmo di Jumièges, con la nobilissima fanciulla, seguì il more danico(Dopo essere stata abbandonata da Guglielmo, Sprota si unì a Eperlengo di Le Vaudreuil da cui ebbe un figlio, Raoul d'Ivry).
Da Sprota Guglielmo ebbe un figlio:
- Riccardo[19] (ca. 932; † 996), duca di Normandia

Tra il 935 e il 940, Guglielmo aveva sposato secondo il rito cristiano Liutgarda, figlia femmina secondogenita del conte di Vermandois, di Meaux, di Soissons e di Madrie e di Vexin, signore di Peronne, Senlis e San Quintino e futuro conte di Troyes, Erberto II (880 – 943) (discendente del Re d'Italia, Bernardo, nipote di Carlo Magno) e di Adele (ca. 895- ca. 931), l'unica figlia del marchese di Neustria e futuro re di Francia, Roberto I, e di Adele del Maine, come è indicato nelle Europäische Stammtafeln., vol II, cap. 10 (non consultate). La Chronica Albrici Monachi Trium Fontium, citandoli nell'anno 920, conferma la parentela tra Erberto II e Roberto I. Liutgarda, secondo Rodolfo il Glabro, un anno dopo la morte del marito, sposò Tebaldo l'Ingannatore, colui che era stato accusato dell'omicidio.
Da Liutgarda, Guglielmo non ebbe figli.

## Ascendenza
|                          |   |   | Genitori |  |  | Nonni |  |  | Bisnonni         |  |  | Trisnonni        |  |
|                          |   |   |          |  |  |       |  |  | Eystein Ivarsson |  |  | Ivar Halfdansson |  |
|                          |   |   |          |  |  |       |  |  | Eystein Ivarsson |  |  | Ivar Halfdansson |  |
|                          |   | … |          |  |  |       |  |  | Eystein Ivarsson |  |  |                  |  |
| Ragnvald Eysteinsson     |   |   |          |  |  |       |  |  | Eystein Ivarsson |  |  |                  |  |
|                          |   | … | …        |  |  |       |  |  |                  |  |  |                  |  |
|                          |   | … | …        |  |  |       |  |  |                  |  |  |                  |  |
|                          |   | … | …        |  |  |       |  |  |                  |  |  |                  |  |
| Rollone                  |   | … |          |  |  |       |  |  |                  |  |  |                  |  |
|                          |   | … | …        |  |  |       |  |  |                  |  |  |                  |  |
|                          |   | … | …        |  |  |       |  |  |                  |  |  |                  |  |
|                          |   | … | …        |  |  |       |  |  |                  |  |  |                  |  |
| Ragnhilde                |   | … |          |  |  |       |  |  |                  |  |  |                  |  |
|                          |   | … | …        |  |  |       |  |  |                  |  |  |                  |  |
|                          |   | … | …        |  |  |       |  |  |                  |  |  |                  |  |
|                          |   | … | …        |  |  |       |  |  |                  |  |  |                  |  |
| Guglielmo I di Normandia |   | … |          |  |  |       |  |  |                  |  |  |                  |  |
|                          | … | … |          |  |  |       |  |  |                  |  |  |                  |  |
|                          | … | … |          |  |  |       |  |  |                  |  |  |                  |  |
|                          | … | … |          |  |  |       |  |  |                  |  |  |                  |  |
| …                        | … |   |          |  |  |       |  |  |                  |  |  |                  |  |
|                          |   | … | …        |  |  |       |  |  |                  |  |  |                  |  |
|                          |   | … | …        |  |  |       |  |  |                  |  |  |                  |  |
|                          |   | … | …        |  |  |       |  |  |                  |  |  |                  |  |
| Poppa di Bayeux          |   | … |          |  |  |       |  |  |                  |  |  |                  |  |
|                          |   | … | …        |  |  |       |  |  |                  |  |  |                  |  |
|                          |   | … | …        |  |  |       |  |  |                  |  |  |                  |  |
|                          |   | … | …        |  |  |       |  |  |                  |  |  |                  |  |
| …                        |   | … |          |  |  |       |  |  |                  |  |  |                  |  |
|                          |   | … | …        |  |  |       |  |  |                  |  |  |                  |  |
|                          |   | … | …        |  |  |       |  |  |                  |  |  |                  |  |
|                          |   | … | …        |  |  |       |  |  |                  |  |  |                  |  |
|                          |   | … |          |  |  |       |  |  |                  |  |  |                  |  |

### Fonti primarie
- (LA)  Monumenta Germanica Historica, tomus III.
- (EN) Snorri Sturluson, Heimskringla: Harald harfager saga, 1230 circa. URL consultato il 28 novembre 2014 (archiviato dall'url originale il 29 novembre 2014).
- (LA)  Ordericus Vitalis, Historia Ecclesiastica, tomus. II.
- (LA)  Monumenta Germaniae Historica, tomus XXIII.
- (LA)  Monumenta Germanica Historica, tomus XXVI.
- (LA)  Scriptores rerum gestarum Willelmi ConquestorisI.
- (EN)  Dudo of St. Quentin's Gesta Normannorum Archiviato il 15 agosto 2009 in Internet Archive..
- (LA)  Flodoardi Annales, pars I (877-944).
- (LA)  La chroniques de nantes.
- (LA)  Rodulfus Glaber Cluniacensis: Historiarum Sui Temporis Libri Quinque.
- (LA)  Nouae bibliothecae manuscript. librorum tomus primus.
- (LA) Historiæ Normannorum Scriptores Antiqui.
- (EN)  The Planctus for William Longsword.

### Letteratura storiografica
- Louis Halphen, Francia: gli ultimi Carolingi e l'ascesa di Ugo Capeto (888-987), in Storia del mondo medievale, vol. 2, Garzanti, 1979,  pp. 636-661.
- Allen Mayer, I vichinghi, in Storia del mondo medievale, vol. 2, Garzanti, 1979,  pp. 734-769.
- (EN)  Elisabeth Van Houts, The Normans in Europe, Manchester, Manchester University Press, 2008
- (FR)  Histoire de Bretagne, de l'année 754 a l'année 995 di Arthur Le Moyne de La Borderie.